# 比弗鎮區 (密歇根州貝縣)
比弗鎮區（英語：Beaver Township）是位於美國密歇根州貝縣的一個行政鎮區。

## 地方資料
比弗鎮區的面積為91.59平方千米，當中陸地面積為91.53平方千米，而水域面積為0.05平方千米。根據2020年美國人口普查的數據，當地共有人口2723人，而人口密度為每平方千米29.73人。